# Eselsburger Tal (Vogelschutzgebiet)
Das Gebiet Eselsburger Tal ist ein 2007 eingerichtetes und mit Verordnung vom 5. Februar 2010 durch das Ministerium für Ernährung und Ländlichen Raum festgelegtes Europäisches Vogelschutzgebiet (Schutzgebietskennung DE-7327-441) im baden-württembergischen Landkreis Heidenheim in Deutschland.

## Lage
Das rund 328 Hektar (ha) große Vogelschutzgebiet „Eselsburger Tal“ verteilt sich auf die Gemeinde Gerstetten (19,06 % = 62,49 ha) und die Stadt Herbrechtingen (80,94 % = 265,20 ha). 
Das Eselsburger Tal bildet einen Abschnitt der Brenz. Diese strömt dabei ab dem Herbrechtinger Ortsteil Anhausen in einer Schleife des sich stark verengenden Tals um den Höhenzug "Buigen". Zunächst zieht die Brenz ab Anhausen etwa drei Kilometer in Richtung Süden und Südosten, vorbei an der abgegangenen Burg Bindstein und der Burg Falkenstein (Gemeinde Gerstetten), nach einer Kehre beim Ortsteil Eselsburg geht es Richtung Norden nach Herbrechtingen, wo die Brenz scharf nach Osten abbiegt.

## Beschreibung
Beschrieben wird das Schutzgebiet „Eselsburger Tal“ als „landschaftlich großartiges, tief eingeschnittenes Flusstal der Brenz auf der wasserarmen östlichen Schwäbischen Alb mit herausragenden Felsformationen, großflächigen Wacholderheiden und Hangschluchtwäldern“.
Seit der Altsteinzeit ist es ein permanentes Siedlungsgebiet, das traditionell als Schafweide genutzt wird.

### Bedeutung
Das Vogelschutzgebiet „Eselsburger Tal“ ist eines der bedeutendsten Brutgebiete für den Wanderfalken in Baden-Württemberg.

### Lebensraumklassen
|                                                         |                                                         |  |      |      |
| Laubwald                                                | Laubwald                                                |  | 9 %  | 9 %  |
| Mischwald                                               | Mischwald                                               |  | 36 % | 36 % |
| Feuchtes und mesophiles Grünland                        | Feuchtes und mesophiles Grünland                        |  | 2 %  | 2 %  |
| Binnengewässer, stehend und fließend                    | Binnengewässer, stehend und fließend                    |  | 3 %  | 3 %  |
| Trockengelegtes Grünland                                | Trockengelegtes Grünland                                |  | 23 % | 23 % |
| Heide, Steppe, Trockenrasen                             | Heide, Steppe, Trockenrasen                             |  | 25 % | 25 % |
| Binnenlandfelsen, Geröll- und Schutthalden, Sandflächen | Binnenlandfelsen, Geröll- und Schutthalden, Sandflächen |  | 1 %  | 1 %  |
| Anderes Ackerland                                       | Anderes Ackerland                                       |  | 1 %  | 1 %  |
|                                                         |                                                         |  |      |      |

## Schutzzweck
Die gebietsbezogenen Erhaltungsziele sind je nach Art unterschiedlich beschrieben:

### Brutvögel
Brutvogelarten, die im Anhang I der Vogelschutzrichtlinie aufgelistet und für die in ganz Europa besondere Maßnahmen anzuwenden sind. In diese Kategorie fallen in Baden-Württemberg insgesamt 39, im Schutzgebiet „Eselsburger Tal“ fünf Arten.

#### Eisvogel(Alcedo atthis)

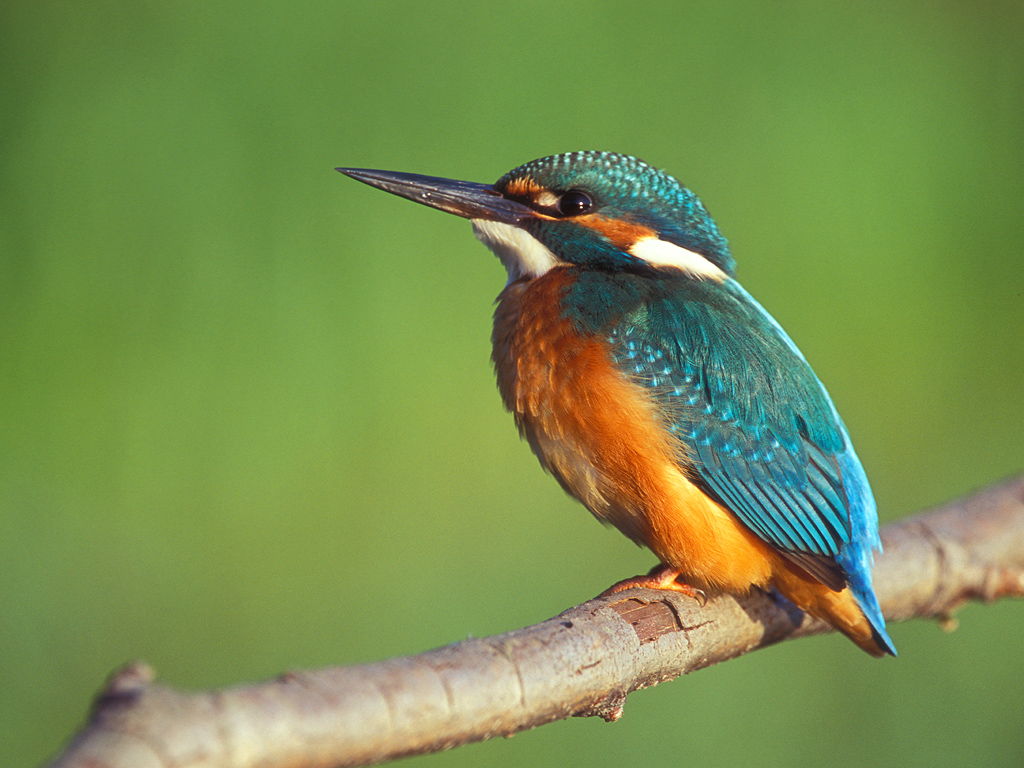
Eisvogel

Erhaltung der naturnahen Gewässer, von Steilwänden und Abbruchkanten aus grabbarem Substrat in Gewässernähe, von für die Brutröhrenanlage geeigneten Wurzeltellern umgestürzter Bäume in Gewässernähe, von Strukturen, die als Ansitz für die Jagd genutzt werden können wie starke Ufergehölze mit über das Gewässer hängenden Ästen, Erhaltung einer Wasserqualität, die gute Sichtbedingungen für den Beutefang gewährleistet, einer Gewässerdynamik, die die Neubildung von zur Nestanlage geeigneten Uferabbrüchen ermöglicht, Erhaltung von Sekundärlebensräumen wie aufgelassene Abbaustätten mit Gewässern und Steilufern, des Nahrungsangebots mit Kleinfischarten und Jungfischaufkommen sowie Erhaltung störungsfreier oder zumindest störungsarmer Fortpflanzungsstätten während der Fortpflanzungszeit vom 15. Februar bis zum 15. September.

#### Grauspecht(Picus canus)

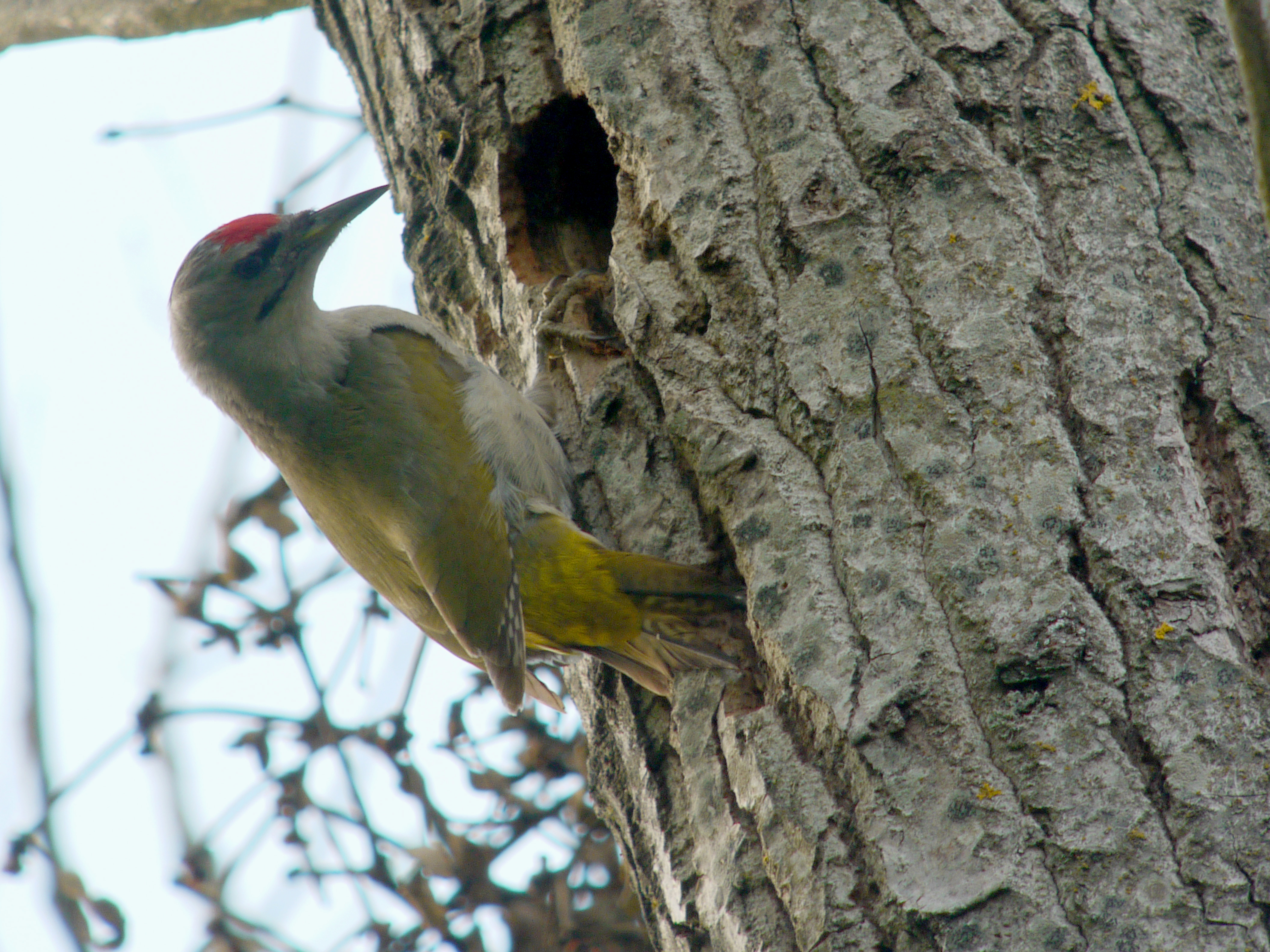
Grauspecht

Erhaltung von reich strukturierten lichten Laub- und Laubmischwäldern mit Offenflächen zur Nahrungsaufnahme, von Auenwäldern, von extensiv bewirtschafteten Streuobstwiesen, Erhaltung der Magerrasen, mageren Mähwiesen oder Viehweiden, Erhaltung von Randstreifen, Rainen, Böschungen und gesäumten gestuften Waldrändern, von Altbäumen und Altholzinseln, von Totholz, insbesondere von stehendem Totholz, Erhaltung der Bäume mit Großhöhlen sowie des Nahrungsangebots.

#### Mittelspecht(Dendrocopos medius)
Erhaltung von Laub- und Laubmischwäldern, insbesondere mit Eichenanteilen, von Auen- und Erlenwäldern, von extensiv bewirtschafteten Streuobstwiesen, von Altbäumen und Altholzinseln, von stehendem Totholz sowie Bäumen mit Höhlen.

#### Neuntöter(Lanius collurio)

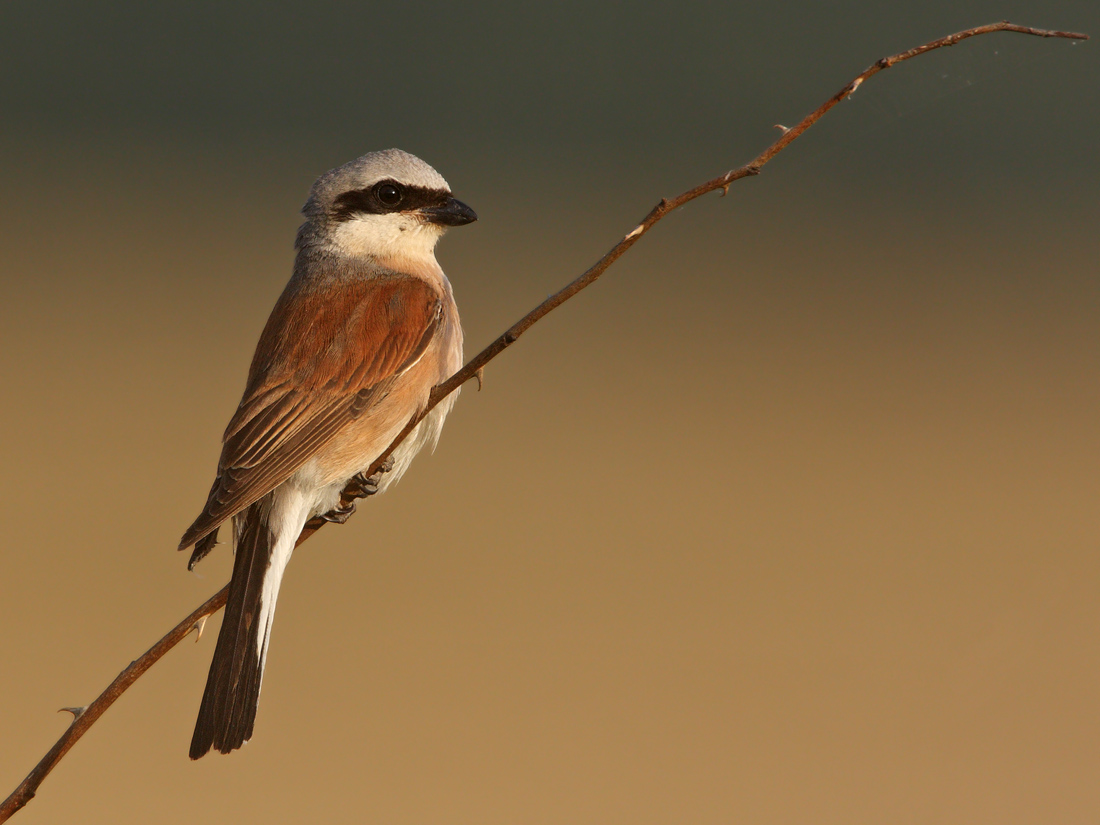
Neuntöter

Erhaltung von extensiv bewirtschafteten Streuobst-, Grünland- und Heidegebieten, von Nieder- und Mittelhecken aus standortheimischen Arten, insbesondere dorn- oder stachelbewehrte Gehölze, Erhaltung der Streuwiesen und offenen Moorränder, Erhaltung von Einzelbäumen und Büschen in der offenen Landschaft, von Feldrainen, Graswegen, Ruderal-, Staudenfluren und Brachen, Acker- und Wiesenrandstreifen, von Sekundärlebensräumen wie aufgelassene Abbaustätten mit vorgenannten Lebensstätten sowie Erhaltung des Nahrungsangebots, insbesondere mit größeren Insekten.

#### Wanderfalke(Falco peregrinus)

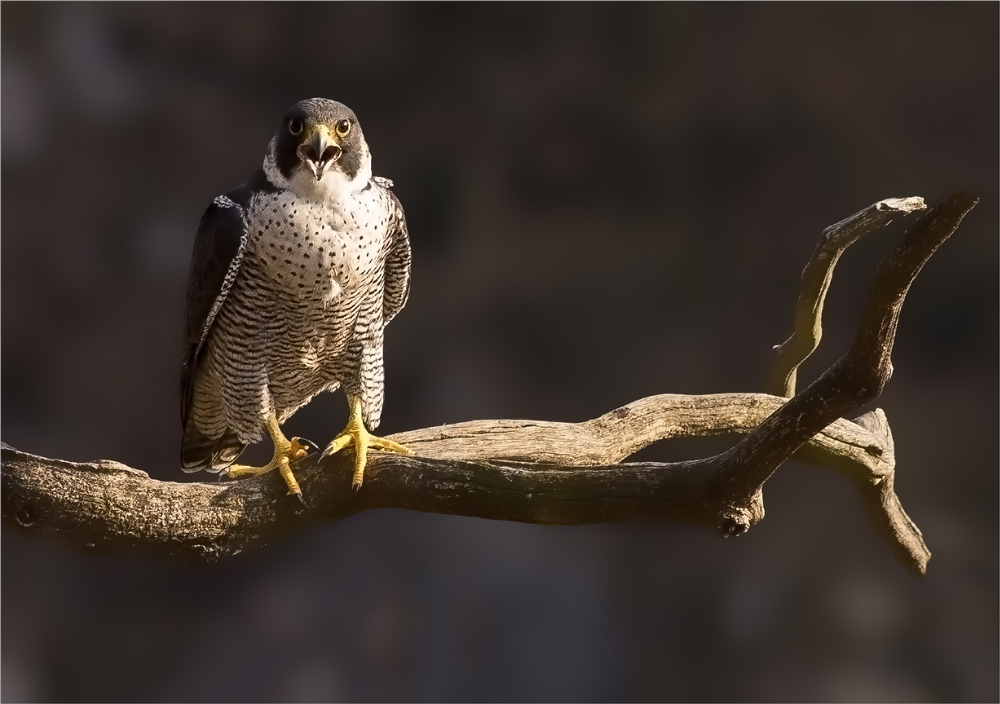
Wanderfalke

Erhaltung der offenen Felswände und von Steinbrüchen jeweils mit Höhlen, Nischen und Felsbändern, Erhaltung der Lebensräume ohne Gefahrenquellen wie nicht vogelsichere Freileitungen und ungesicherte Schornsteine sowie Erhaltung störungsfreier oder zumindest störungsarmer Fortpflanzungsstätten während der Fortpflanzung in der Zeit vom 15. Februar bis 30. Juli.

### Zugvögel
Weitere, nicht in Anhang I aufgelistete Zugvogelarten, die im Land brüten und für die Schutzgebiete ausgewählt wurden. In diese Kategorie fallen in Baden-Württemberg insgesamt 36 Arten; im Schutzgebiet „Eselsburger Tal“ ist keine Art erfasst.

## Zusammenhängende Schutzgebiete
Mit dem Vogelschutzgebiet „Eselsburger Tal“ sind das FFH-Gebiet „Giengener Alb und Eselsburger Tal“ (7427-341), das Naturschutzgebiet „Eselsburger Tal“ (1.114), das Landschaftsschutzgebiet „Eselsburger Tal mit Buigen und angrenzenden Geländeteilen“ (1.35.038), der Bannwald „Buigen“ (100073) sowie der Schonwald „Eselsburger Tal“ (200367) als zusammenhängende Schutzgebiete ausgewiesen.